# دیوید داونینگ (بازیکن فوتبال)
دیوید داونینگ (انگلیسی: David Downing؛ زادهٔ ۶ اکتبر ۱۹۶۹) بازیکن فوتبال اهل بریتانیا است.
از باشگاه‌هایی که در آن بازی کرده‌است می‌توان به باشگاه فوتبال یورک سیتی اشاره کرد.